# Estación Constitución (Chile)
Constitución es una estación que se ubica en la comuna chilena de Constitución en la Región del Maule. Esta estación es punta de rieles del ramal Talca-Constitución, de trocha métrica (1000 m). Hasta 1998 duró la concesión de la faja hasta la Planta de Celulosa, fecha en que dejó de operar el servicio de carga de Ferrocarril del Pacífico S.A. (Fepasa).
El servicio de pasajeros, actualmente Tren Talca-Constitución, a principios de la década de 1990 corría con automotores Schindler. Posteriormente, se han ocupado automotores Ferrostaal, hasta la fecha de hoy. Los Busescarril Ferrostaal, generalmente llevan una composición de un coche motor (ADI) y un remolque (AIt).
Entre 1906 y 1930 existió un servicio de tranvías con tracción animal que conectaba la estación de ferrocarriles con la Plaza de Armas y el balneario de la localidad.
En 2003 fue remodelada la estación. Esta posee una tornamesa para invertir el motriz del buscarril.

## Servicios actuales
- Tren Talca-Constitución[3]